# Красильник, Вячеслав Сергеевич
Вячеслав Сергеевич Красильник (родился 22 января 1987 года в Харькове) — украинский регбист, выступавший на позиции лока.

## Биография
В детстве занимался греко-римской борьбой и тхэквондо. В регби пришел лишь в 18-летнем возрасте. В 2006 году начал выступать за «Олимп» из родного города. В составе «Олимпа» пять раз выигрывал Чемпионат Украины по регби. В 2011 году играл в польской «Познании».
В 2012 перебирается в Россию. Сначала Вячеслав три сезона выступает за «ВВА-Подмосковье». В дебютной игре за «лётчиков» отметился попыткой. Тут Красильник становится трижды бронзовым призером первенства, а в 2015 году переходит во флагман российского регби — «Енисей-СТМ». Где в первый сезон выигрывает серебро, а в сезоне 2016 года делает дубль: берет золото и Кубок России. Также дебютирует в Европейском Кубке Вызова сезона 2015-16 (провел все шесть матчей).
15 октября 2023 года объявил о завершении игровой карьеры.

## Карьера в сборной
В 2007 году выступал за молодёжную сборную Украины, а с 2008 года — в первой сборной.

## Личная жизнь
Супруга — Марина Голубенко, есть дочь Максима.

## Достижения
- Чемпион России: 2016
- Обладатель Кубка России: 2016, 2018